# Všetaty (Mělník)
Všetaty è un comune mercato della Repubblica Ceca facente parte del distretto di Mělník, in Boemia Centrale.